# Löwenhof (Dortmund)

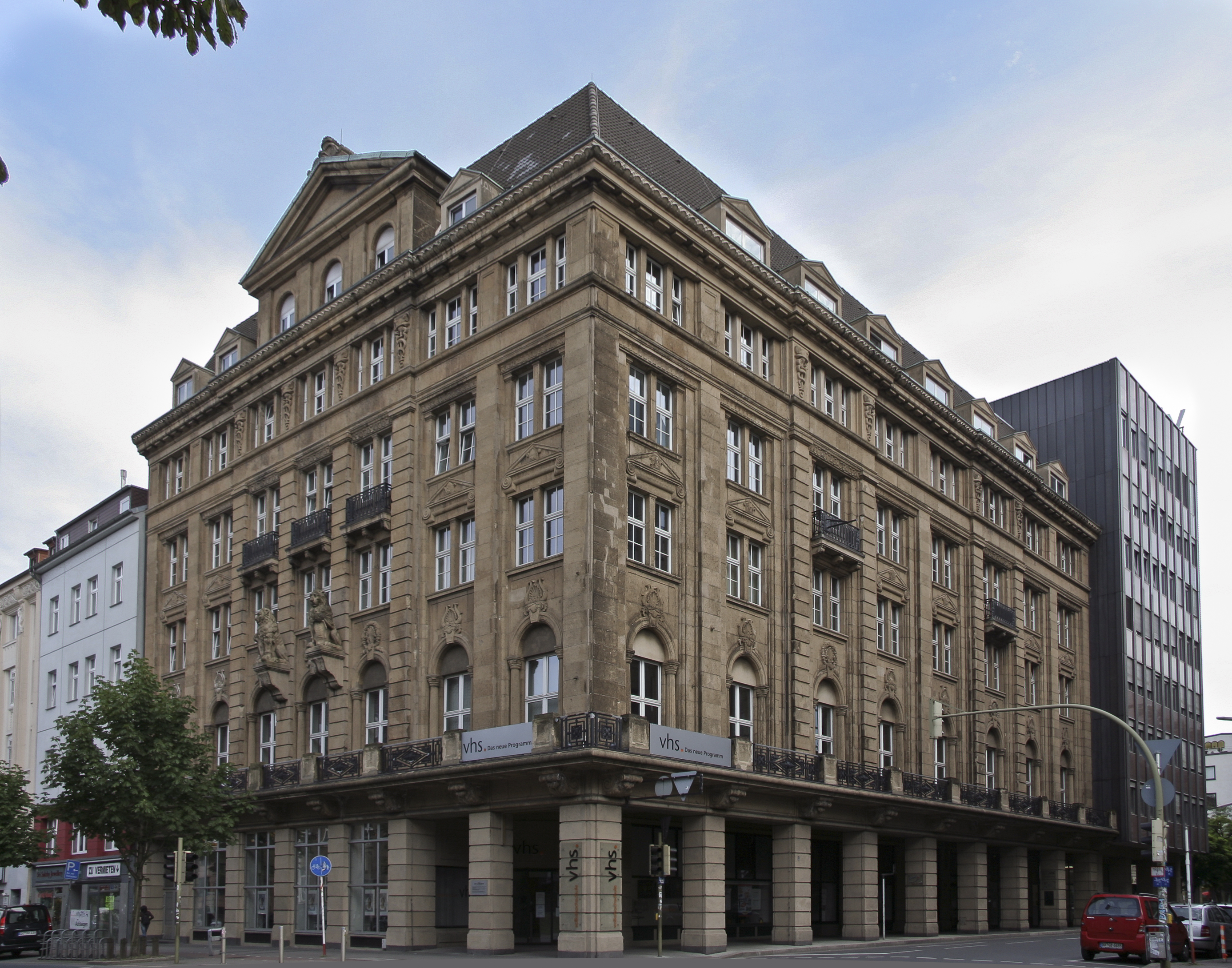
Der Löwenhof in Dortmund, Juli 2009

Der Löwenhof ist ein Gebäude in der Innenstadt von Dortmund. Er beherbergte im Laufe seiner Geschichte eines der größten Konzert-Cafés Westdeutschlands, war Firmensitz der Heinrich August Schulte Eisenhandlung und ist heute Sitz der Volkshochschule Dortmund.

## Geschichte
Der Löwenhof wurde in den Jahren 1912/1913 nach Plänen der Architekten Paul Lutter und Hugo Steinbach im Auftrag der Löwenhof Baugesellschaft als Hotel mit Gastronomie errichtet. In Anlehnung an den Namen Löwenhof finden sich an der Fassade zum Burgtor hin zwei auf je einer Konsole sitzende steinernen Löwen, mit einer Tatze hält jeder Löwe ein Wappen. Im Erdgeschoss des Gebäudes befand sich das Restaurant der ehemaligen Löwenbrauerei, der Löwenhof. Die erste Etage nahm das so genannte „Elite-Café Löwenhof“ ein, ein Konzert-Café mit Weindiele und Billardsaal, welches für die Besucher über eine Marmortreppe zu erreichen war. Das Elite-Café zählte zu den größten Konzert-Cafés in Westdeutschland.
1921 verlegte das Stahlunternehmen Heinrich August Schulte seine Unternehmenszentrale an die Hansastraße und belegte die oberen Stockwerke des Löwenhofs. Von dieser Zeit an zierte ein über den Löwen angebrachter Schriftzug „Stahlhaus“ weithin sichtbar die Fassade. Durch einen Bombentreffer im Mai 1943 brannte das Gebäude aus, Firma Schulte siedelte übergangsweise in die Hafengegend um.
Nach Kriegsende begann nach den ursprünglichen Plänen der Wiederaufbau. Die britische Militärregierung beanspruchte das Erd- und das erste Obergeschoss, um unter dem Namen „Die Brücke“ politische Aufklärung der Deutschen durchzuführen. Ab 1955 konnte die bereits 1949 wieder zurückgekehrte Firma Schulte das Gebäude für sich beanspruchen und auch die unteren Räumlichkeiten als weitere Büro- und Geschäftsräume umgestalten lassen. Nachdem die Thyssen AG 1991 die Dortmunder Verwaltung von Thyssen Schulte zur Konzernzentrale nach Düsseldorf verlegte, erwarb die Stadt Dortmund fünf Jahre später das Gebäude und gestaltete es zur weiteren Nutzung durch die Volkshochschule um.
Der Löwenhof ist als Baudenkmal mit der Listennummer A0029 in die Denkmalliste der Stadt Dortmund eingetragen.